# Samotnik (gra logiczna)

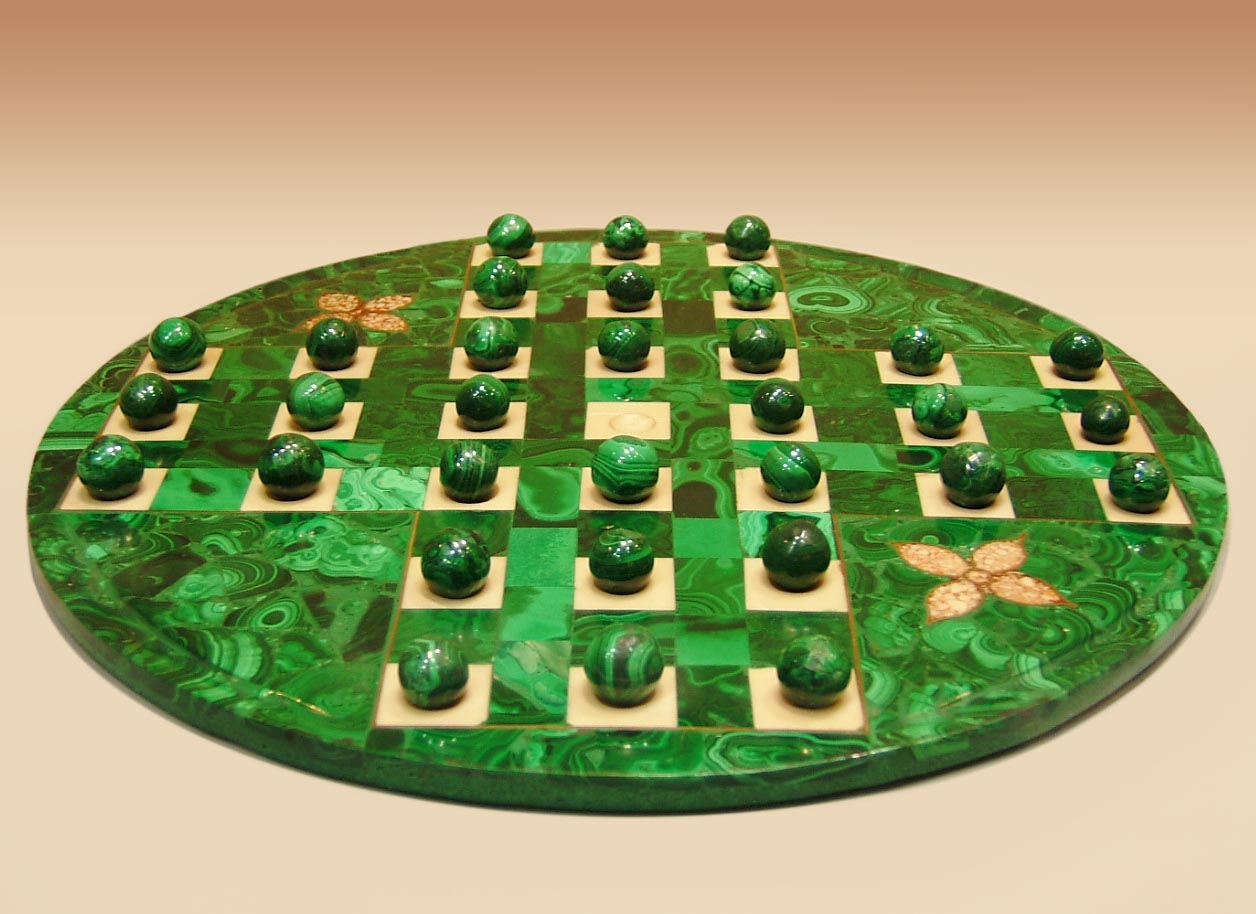
Plansza do gry (wersja brytyjska)

Samotnik (również Solitaire, Peg solitaire, zakonniczka, Kapucyn) — gra logiczna rozgrywana przez jedną osobę na planszy mającej 33 lub 37 pól. Rzekomo powstała na rozkaz Ludwika XIV. Zyskała popularność we Francji w XVII wieku, później w innych krajach (w tym także w Polsce). Bardziej uproszczone gry były znane wcześniej w starożytnym Rzymie.
Celem gry jest zostawienie na planszy jak najmniejszej liczby pionków. Idealnym rozwiązaniem jest pozostawienie jednego pionka, najlepiej w centrum. Pionka bije się przeskakując go w pionie lub w poziomie. Nie można poruszać się na ukos oraz nie można bić kilku pionków w jednym ruchu.